# Тёмная (Пермский край)
Тёмная — деревня  в Пермском крае России. Входит в Чусовской городской округ.

## Географическое положение
Деревня расположена в центральной части округа в правобережной части долины реки Чусовая на расстоянии менее 4 километров по прямой на запад от села Копально.

## Климат
Климат умеренно континентальный. Среднегодовая температура воздуха колеблется около 0 градусов, среднемесячная температура января — −16 °C, июля — +17 °C, заморозки отмечаются в мае и сентябре. Высота снежного покрова достигает 80 см. Продолжительность залегания снежного покрова 170 дней. Продолжительность вегетационного периода 118 дней. В течение года выпадает 500—700 мм осадков.

## История
С 2004 до 2019 гг. деревня входила в состав ныне упразднённого Верхнекалинского сельского поселения Чусовского муниципального района.

## Население
Постоянное население составляло 178 человек в 2002 году (86 % русские), 134 человека в 2010 году.